# Victor Langellotti
Victor Langellotti, né le 7 juin 1995 à Monaco, est un coureur cycliste monégasque. Avec Antoine Berlin, il fait partie des 2 cyclistes monégasques de haut niveau.

## Biographie

### Débuts et carrière amateur
Victor Langellotti est le fils d'Umberto Langellotti, président de la Fédération monégasque de cyclisme et membre de l'Union européenne de cyclisme. D'abord footballeur, il pratique ensuite l'athlétisme pendant cinq ans, avant de commencer le cyclisme. 
Bon grimpeur, il se révèle chez les juniors en 2013 en terminant neuvième du championnat de France et dix-septième du championnat du monde. Il réalise ensuite ses débuts espoirs en 2014 au sein de l'UC Monaco. Lors de la saison 2017, il se distingue en prenant la troisième place au prologue du Tour de la Vallée d'Aoste, épreuve réputée pour les coureurs de moins de 23 ans. Il obtient également la médaille d'argent dans le contre-la-montre des Jeux des petits États d'Europe.

### Carrière professionnelle

#### Burgos BH
Repéré par son résultat au Val d'Aoste, Victor Langellotti passe professionnel en 2018 dans l'équipe Burgos BH, qui évolue en deuxième division,,. Il devient seulement le troisième cycliste monégasque dans l'histoire à passer professionnel, après Laurent Devalle et Albert Vigna dans les années 1920, qui couraient en individuel. 
Il participe à sa première course par étape professionnelle en février 2018 à l'occasion du Colombia Oro y Paz et termine à la 102e place à 38 minutes du vainqueur Egan Bernal. L'année suivante, il se classe 65e du Tour du Haut-Var, puis dispute une épreuve du World Tour lors du Tour de Turquie qu'il termine 71e. Fin juin, il représente la Principauté à l'occasion de la deuxième édition des Jeux européens à Minsk. S'il ne parvient pas à terminer la course en ligne, il finit 34e de l'épreuve du contre-la-montre.
Il est sélectionné pour le Tour d'Espagne 2022 en remplacement d'Ángel Madrazo, contraint de renoncer en raison d'un test positif au SARS-CoV-2 à la veille du départ. À l'issue de la 5e étape, il s'empare du maillot du meilleur grimpeur et devient à cette occasion le premier monégasque à porter un maillot distinctif sur un grand tour. Il abandonne cette course lors de la huitième étape.
Le 12 avril 2024, il prend la 2e place de la Classic Grand Besançon Doubs derrière Lenny Martinez mais devant David Gaudu. Le 2 août, à l'âge de 29 ans, il signe un contrat avec l’équipe UCI WorldTeam Ineos Grenadiers pour les saisons 2025 et 2026.

#### Ineos Grenadiers
Il réalise ses premiers résultats significatifs de la saison 2025 en mai en se classant neuvième du classement général des Quatre Jours de Dunkerque puis deuxième de celui du Tour de Norvège. Après des prestations moyennes au Tour de Suisse et au Tour d'Autriche, il remporte la 6e étape du Tour de Pologne le 9 août à Bukowina Tatrzańska, battant Brandon McNulty dans un sprint à deux, et devient ainsi le premier Monégasque à décrocher une victoire en UCI World Tour. Par cette victoire, il endosse pour 24 heures le maillot jaune de leader du classement général avant de rétrograder à la cinquième place de ce classement suite au contre-la-montre final.

## Palmarès

### Palmarès amateur
- 2011
  - 2e du Tour du Var cadets
- 2013
  - Grand Prix de Puyloubier
- 2017
  -  Médaillé d'argent du contre-la-montre aux Jeux des petits États d'Europe

### Palmarès professionnel
- 2022
  - 8e étape du Tour du Portugal
- 2023
  - 6e étape du Tour de Turquie
- 2024
  - 2e de la Classic Grand Besançon Doubs
- 2025
  - 6e étape du Tour de Pologne
  - 2e du Tour de Norvège
  - 5e du Tour de Pologne

### Résultats sur les grands tours

#### Tour d'Espagne
1 participation
- 2022 : abandon (8e étape)

### Classements mondiaux
| Année                                 | 2021  | 2022  | 2023 | 2024 |
| ------------------------------------- | ----- | ----- | ---- | ---- |
| Classement mondial                    | 2068e | 1717e | 628e | 415e |
| UCI Europe Tour                       | 1403e | 1125e | nc   | nc   |
|                                       |       |       |      |      |
| Légende : nc = non classéSource : UCI |       |       |      |      |